# 브란코 토모비치
브란코 토모비치(세르비아어: Бранко Томовић, Branko Tomović, 1980년 6월 17일~)는 독일 태생의 세르비아의 배우이다.

## 작품 목록

### 방송
- 24 시즌9

### 영화
- 루나: 소녀의 복수 (2017년)
- 퓨리 (2014년)
- 엔티티 (2012년) - 유리 역
- 히트맨 No.2 : 살인면허 (2012년) - 아나톨리아 역
- 사이런트 리버 (2011년)
- 윌 (2011년)
- 울프맨 (2010년) - 집시 남자 역
- 여교황 조안 (2009년)
- 자유로운 세계 (2007년)
- 본 얼티메이텀 (2007년) - 러시안 폴리스맨 역
- 눈에는 눈 (2004년)
- 캐주얼티 (1986년)